# Guter Bulle, böser Bulle
Unter Guter Bulle, böser Bulle (auch: Guter Cop, böser Cop; englisch good cop, bad cop) versteht man eine psychologische Taktik, die bei Bedarf von Polizeibeamten für ein Verhör genutzt wird. Die Technik ist aus den USA bekannt und in übertriebener Form als Filmklischee in die Populärkultur eingegangen. In einer tatsächlichen Befragung wird sie nur subtil eingesetzt und ist in einer formalen Vernehmung nach deutscher Verhörtechnik unbekannt. Sie kann jedoch auch bei privaten Verhandlungen verwendet werden.

## Vorgehen
Zwei Polizisten wechseln sich bei der Befragung eines Verdächtigen oder Zeugen ab. Generell wird darauf abgezielt, eine Sympathie für den „guten Bullen“ zu erzeugen, so dass dieser sich als eine Art „Beichtvater“ geben kann.
Der „böse Bulle“ sorgt mit scheinbar ungerechtfertigten, heimlich aber beabsichtigten persönlichen Angriffen gegen den zu Verhörenden, diesen zu provozieren und zugleich einzuschüchtern oder sogar ihm zu drohen.
Dies ist die Grundlage für den Auftritt des „guten Bullen“. Dieser wirkt verständnisvoll, unterstützend und vorsichtig auf den zu Verhörenden ein. Er versucht, eine lose persönliche Bindung aufzubauen. Dabei macht er dem zu Verhörenden vor, ihn nur schwerlich vor den Angriffen des „bösen Bullen“ beschützen zu können. Durch das Anbieten eines Kaffees, einer Zigarette oder ähnlichem kann versucht werden, eine positive Grundhaltung gegenüber dem guten Bullen zu erzeugen. Er kann auch versuchen, dem Beschuldigten bestimmte Vorrechte einzuräumen, oder mögliche Taten moralisch zu rechtfertigen. Oft erfolgt der Auftritt des „guten Bullen“ nicht beim tatsächlichen Verhör, sondern erst danach, im Flur oder einem separaten Aufenthaltsraum, bei einer Art „informellem Verhör“. Dort getätigte Aussagen sind aber ebenso zu verwerten wie diejenigen aus dem tatsächlichen Verhör.
Durch den Wechsel von Provokation und Einfühlung soll der Verdächtige dazu gebracht werden, zu gestehen oder bestimmte Aussagen zu machen. Der „böse Bulle“ versetzt den Verdächtigen in einen emotional aufgewühlten Zustand, der „gute Bulle“ verkauft ihm das Aussagen als Ausweg aus einer bedrohlichen Situation.

## Praxis
Die Technik kann von informierten Personen rasch erkannt werden, sie bleibt jedoch vor allem gegenüber jungen, ängstlichen oder emotional naiven Befragten effektiv. Sollte der Verdächtige die Taktik erkennen, fühlt er sich oft brüskiert, und die Gefahr besteht, dass er komplett die Aussage verweigert. Erfahrene Polizeibeamte schätzen vor dem Verhör das Bildungsniveau und die mögliche Kenntnis des zu Befragenden ab, um gegebenenfalls eine andere Befragungsmethode zu wählen.
Die Technik wird hauptsächlich in den USA angewandt und ist dort in die Populärkultur eingegangen. So gibt es in Film und Fernsehen zahlreiche übertriebene Darstellungen dieser Verhörmethode. In Folge ist sie weithin bekannt. In der Praxis wird sie erheblich subtiler angewandt, als es in der filmischen Umsetzung dargestellt wird, um ein Wiedererkennen und eine resultierende Aussageverweigerung zu vermeiden. Dies gilt umso mehr, als manche dieser Taktiken gerade bei unerfahrenen Befragten vor Gericht als suggestive Befragung gerügt und die Ergebnisse verworfen werden.
In Deutschland wird diese Verhörtechnik nicht anerkannt. Das eigentliche Ergebnis einer formalen Vernehmung soll sich in einem Protokoll niederschlagen, sowohl bei Beschuldigtenbefragung wie bei einer Zeugenbefragung. Im Gegensatz zu den USA, wo teils auch Täuschung in einer Vernehmung erlaubt ist, ist dieses nach deutscher Strafprozessordnung explizit verboten – hier gilt der Grundsatz:

„Die Freiheit der Willensentschließung und Selbstbestimmung des Beschuldigten darf nicht durch Misshandlung, Ermüdung, körperlichen Eingriff, Verabreichung von medikamentösen (bewußtseinstrübenden) Mitteln, Quälerei, Täuschung oder Hypnose beeinträchtigt werden.“